# Jane Dieulafoy
Pour les articles homonymes, voir Dieulafoy.

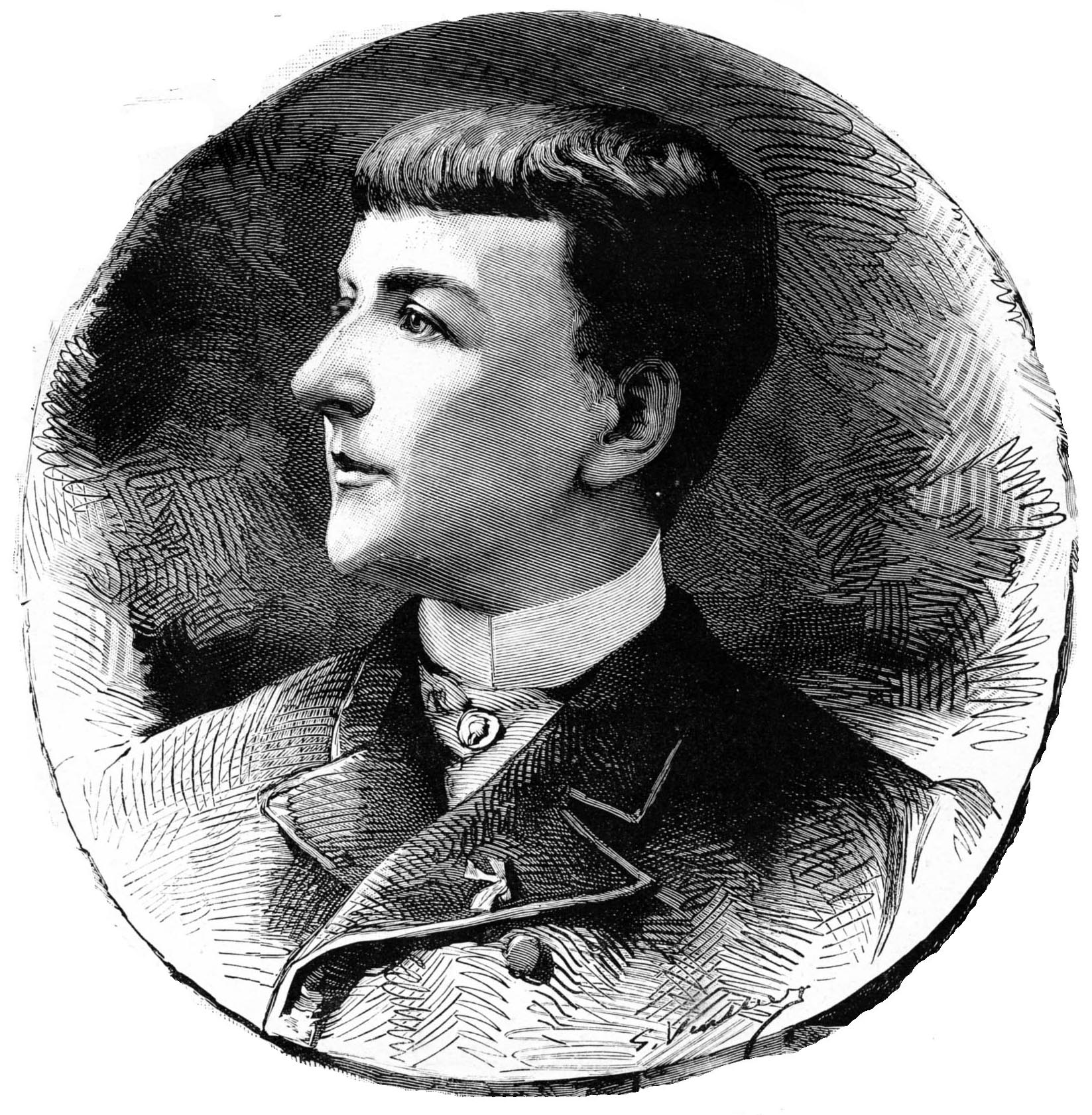
Jane Dieulafoy, gravure du Supplément illustré des Annales, d’après la photographie, 1895-1896.

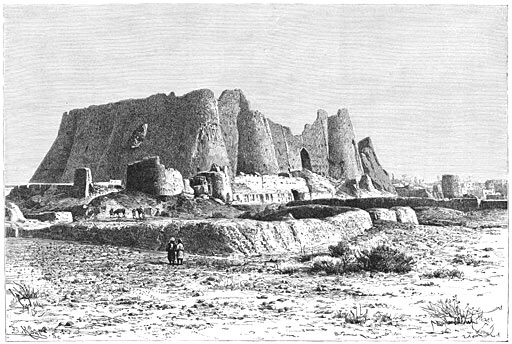
La citadelle de Véramine, gravure d'après une photographie de Jane Dieulafoy de 1881.

Jane Dieulafoy (née le 29 juin 1851 à Toulouse et morte le 25 mai 1916 au château de Langlade, à Pompertuzat, près de Toulouse), est une archéologue, auteure de romans, de nouvelles, de théâtre, journaliste, conférencière et photographe amatrice. Elle fait partie des trente premières femmes à avoir reçu la Légion d'honneur.
Elle était l'épouse de l'archéologue Marcel Dieulafoy.

## Biographie

### Naissance et jeunesse
Née dans une famille de commerçants aisés habitant la rue Joutx-Aigues (actuel no 3), à Toulouse, Jane Magre est formée au couvent de l'Assomption d'Auteuil (Paris), où elle reçoit un enseignement classique et montre des dispositions pour le dessin et la peinture. En 1869, elle quitte le couvent et fait la connaissance de Marcel Dieulafoy (né en 1844). Ils se marient le 11 mai 1870.

### Carrière militaire
Jane Dieulafoy montre son caractère indomptable et peu soucieux des conventions ; elle n'hésite pas à revêtir l'uniforme de franc-tireur pour accompagner son mari qui participe à la guerre de 1870 comme en témoigne le Commandant Vergne en 1921 : « Cette femme remarquable a fait courageusement ce que peu de femmes ont fait. A 18 ans, venant de se marier, elle a voulu suivre son mari, partager les dangers et toutes les fatigues quand il le fallait, couchant dans la neige, restant à cheval la nuit et le jour. C'est ainsi que je l'ai connue au camp de Nevers où son mari commandait les troupes du génie ».
La tenue masculine lui sera également utile pour ses voyages en Orient. Non seulement les vêtements pour homme sont plus commodes que ceux des femmes, mais ils lui permettront de passer inaperçue dans les pays islamiques, dont l'art et la culture passionnent Jane et son mari.

### Carrière archéologique
Entre 1881 et 1882, Marcel part pour la Perse, sans lettre de mission et à ses frais personnels, à la recherche des origines de l'architecture occidentale. Jane et Marcel Dieulafoy s'embarquent alors à Marseille jusqu'à Constantinople. Puis, ils traversent la mer Noire sur un bateau russe jusqu'au port géorgien de Poti. Ils font ensuite à cheval tout le chemin. Ils parcourent à partir de Tbilissi pendant quatorze mois les routes de la Perse, répertorient, photographient tous les monuments, les mosquées, les ponts, etc.
Parlant persan, Jane tient un journal qui rend compte des découvertes archéologiques du couple, mais contient également des observations sur le milieu et la société persane. Ces observations sont publiées en feuilleton au départ dans la revue Le Tour du monde, de 1883 à 1886. Une monographie en sera publiée sous le titre La Perse, la Chaldée, la Susiane en 1887 chez Hachette.
Dans son livre Une amazone en Orient, Jane Dieulafoy rapporte les rencontres officielles que le couple fait avec les différents représentants de l'autorité et, grâce à son habitude de s’habiller en homme, Jane Dieulafoy parvient également à intégrer les caravansérails pour décrire ce qu’elle y voit. Elle mêle description, anecdotes et rappels historiques.
En 1884, le couple repart pour la Perse, afin de fouiller la cité de Suse. C’est alors qu’ils découvrent la frise des Lions du palais de Darius, la rampe de l’escalier du palais d’Artaxerxès III et la frise des archers. Leurs découvertes seront rapportées en France pour être exposées au Louvre, où le 20 octobre 1886, on inaugure les deux « salles Dieulafoy ». En 1888, elle publie son journal À Suse, journal des fouilles, 1884-1886 rendant compte de leurs découvertes.
Les Dieulafoy, en dépit de leurs succès et de leur renommée, n’ont pas réussi à obtenir de nouvelles missions. On a choisi pour les remplacer Jacques de Morgan, un archéologue tempétueux, qui reproche aux Dieulafoy de faire du spectacle plus que des fouilles scientifiques. Pourtant, ce sera lui qui endommagera le site, en utilisant des pierres extraites des vestiges de Suse, pour ériger un château, censé accueillir le résultat des fouilles et les équipes d'archéologues.
Ils renoncent à la Perse, le cœur lourd. Ils se tournent alors vers des pays plus proches : entre 1888 et 1914, ils explorent l’Espagne. Puis, en 1914, Marcel Dieulafoy est mobilisé en tant que colonel du génie et envoyé à Rabat au Maroc, où Jane l’accompagne.

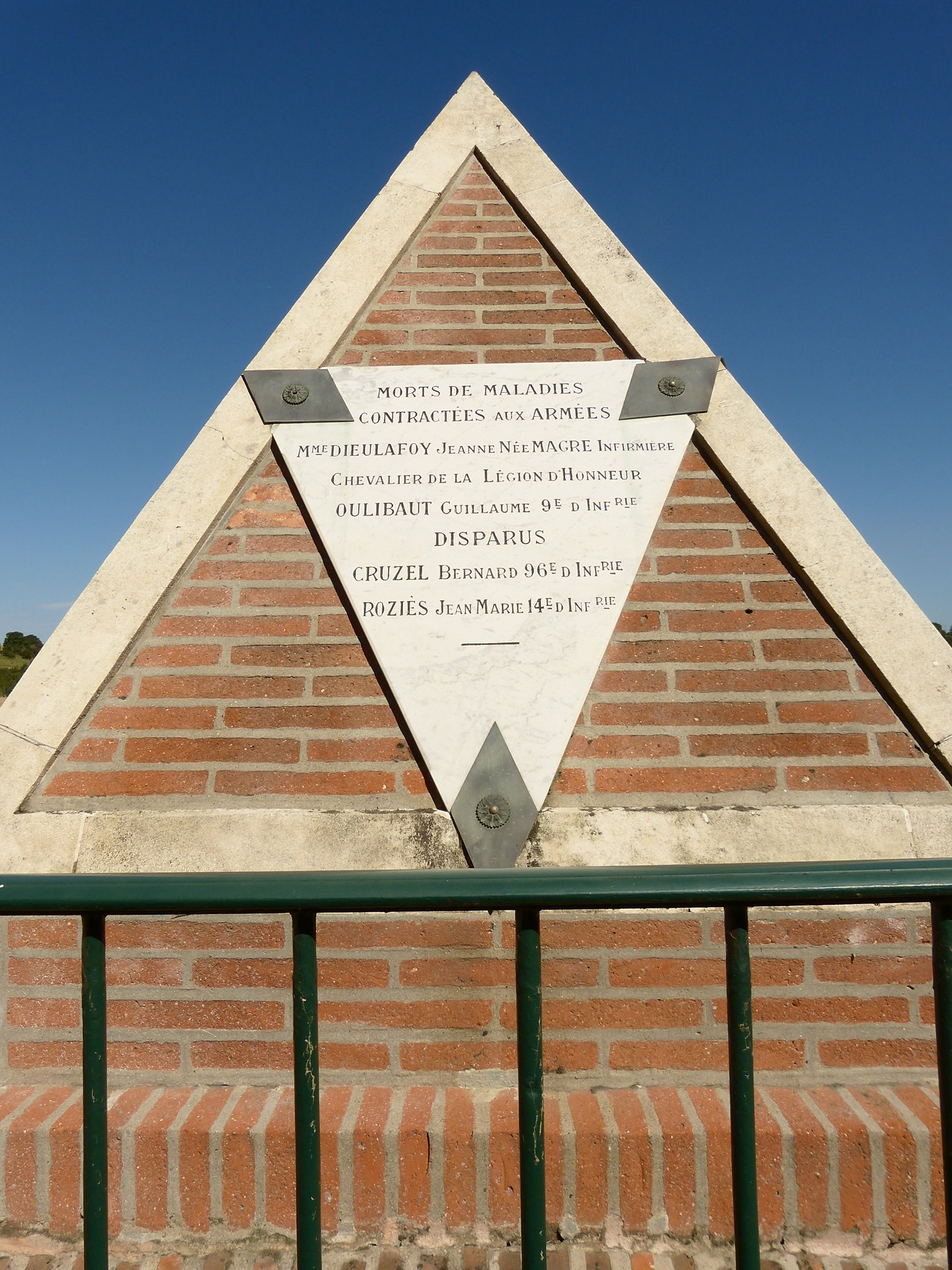
Monument aux morts de la commune de Pompertuzat

Jane Dieulafoy dirige alors les travaux de déblaiement de la mosquée Hassan, et projette d’aller explorer la ville romaine de Volubilis. Sa santé déclinant des suites d’une maladie contractée au service de l’ambulance à Rabat, elle est contrainte de rentrer en France où elle s’éteint le 25 mai 1916 au domaine familial de Langlade. Un monument aux morts à son nom figure sur la commune de Pompertuzat dont son mari Marcel fut maire jusqu'à sa mort.

### Carrière littéraire
En 1890, elle publie chez Lemerre son premier roman : Parysatis, consacré à la reine de Perse du même nom, couronné du prix Jules-Favre par l’Académie française en 1891. Camille Saint-Saëns compose un opéra sur le livret qu’elle tire du roman, et qui sera créé au Théâtre des Arènes de Béziers, le 2 août 1902.
Elle publie également plusieurs romans et nouvelles. Après l’échec de son dernier, Déchéance (1897), elle décidera de revenir exclusivement à la littérature de voyage et aux études historiques.
Elle contribuera aussi à la création du prix de la revue La Vie heureuse en 1904, dont elle est la première présidente à deux reprises en 1905 et 1911, et qui deviendra le prix Femina.

## Vie politique
À l’approche de la guerre, elle milite pour l'intégration des femmes dans l'armée.

## Vie privée

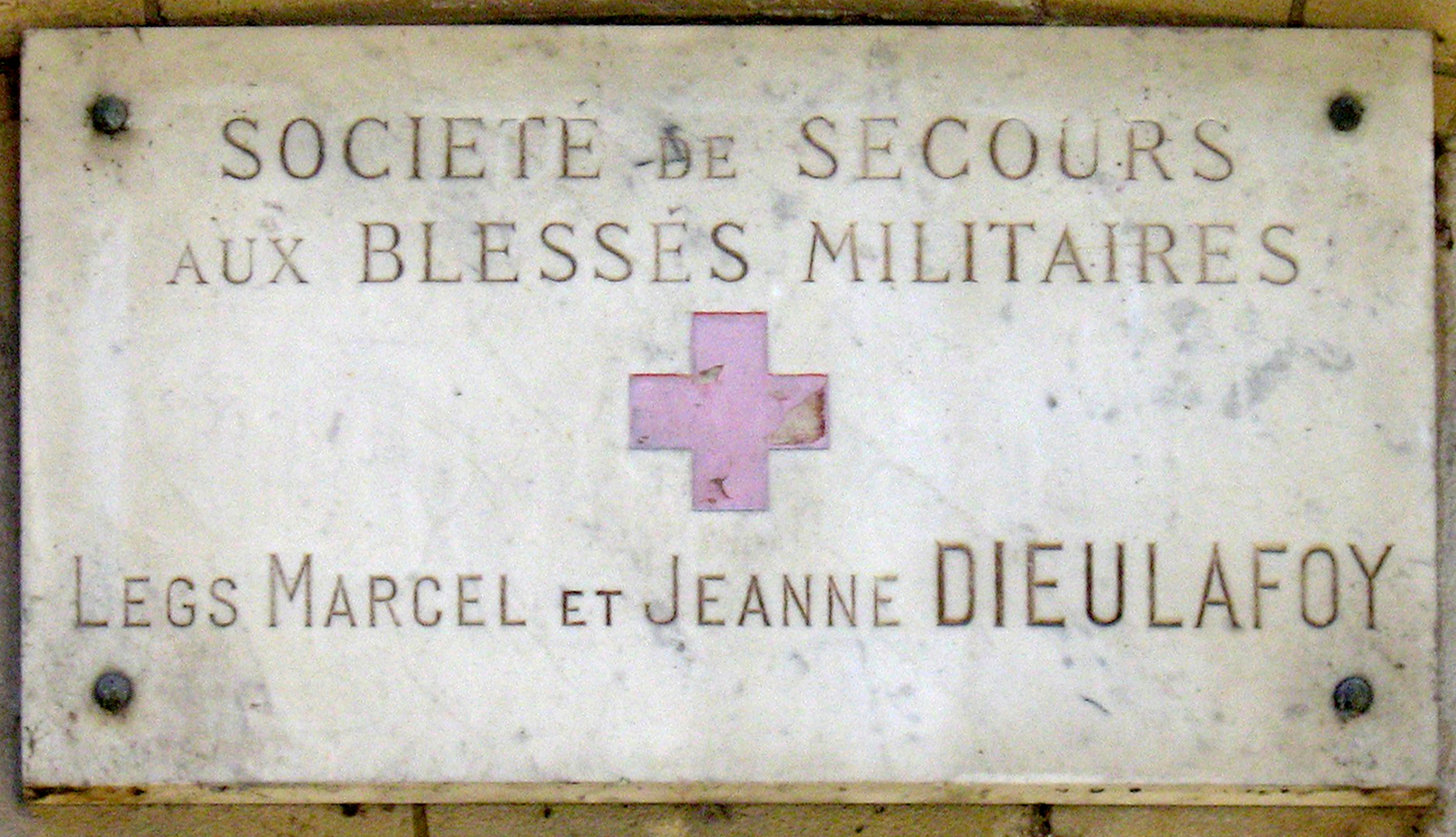
Plaque au n°12 rue Chardin (16e arrondissement de Paris), ancien siège de la Société de secours aux blessés militaires ; ancienne résidence de Marcel et Jane Dieulafoy, dont ils ont fait don à l'association.

Elle mène une vie mondaine à Paris, où elle a demandé et obtenu une permission de travestissement pour pouvoir s'habiller en homme.
Cette habitude lui permettra de suivre son mari pendant la guerre franco-prussienne de 1870 où Marcel Dieulafoy est mobilisé comme capitaine du génie dans l’armée de la Loire. Habillée en franc-tireur, elle participe à toutes les opérations.
Cheveux courts et habits d’homme lui permettront également de se déplacer aisément en pays musulman sans risquer sa vie en tant que femme européenne a fortiori dévoilée. Parmi les différentes anecdotes et railleries sur cette habitude, elle rapporte elle-même qu'un riche marchand du bazar d'Ispahan félicite Marcel Dieulafoy sur la ressemblance de « son fils » avec lui (en fait il s'agit de Jane).
Jane Dieulafoy fréquente le salon de la comtesse Diane de Beausacq et tient elle-même, dans la résidence du couple à Passy, 12 rue Chardin (Paris), un salon renommé.
La complicité intellectuelle avec son mari renvoie à celle du couple d'archéologues Ena et Alfred Foucher.

## Reconnaissance
- Le 20 octobre 1886, le président Sadi Carnot l’honore de la croix de la Légion d’honneur, qu'elle reçoit au titre de sa contribution aux travaux de Suse[13],[12].
- Prix Jules-Favre de l’Académie française en 1891.Plaque commémorative dans la rue de naissance de Marcel Dieulafoy

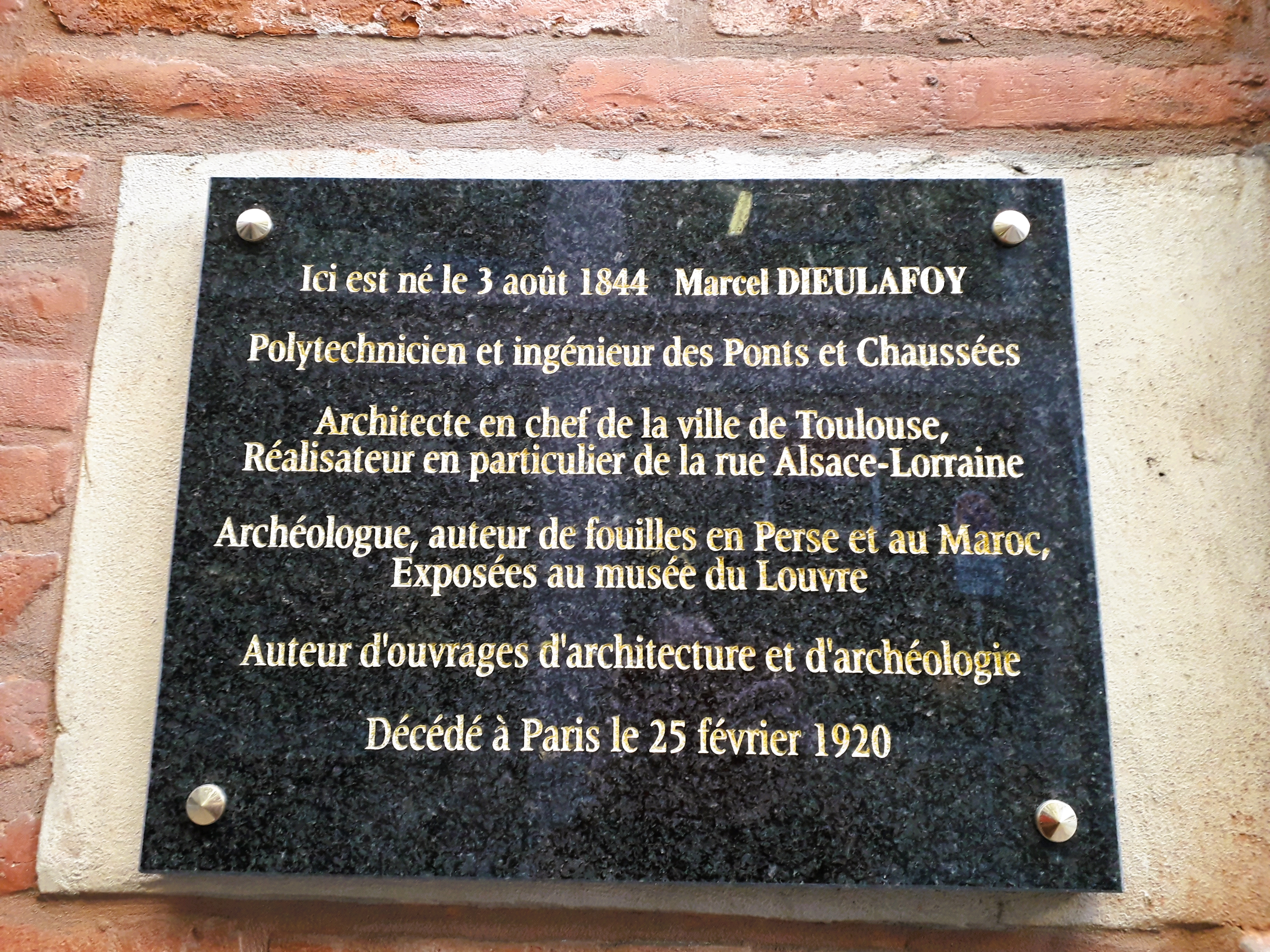
Plaque commémorative dans la rue de naissance de Marcel Dieulafoy

- En février 2022 la ville de Toulouse a rendu hommage au couple toulousain en installant des plaques commémoratives dans les rues de naissance de Jane et Marcel Dieulafoy, sur une demande de la famille et de leur biographe Audrey Marty.

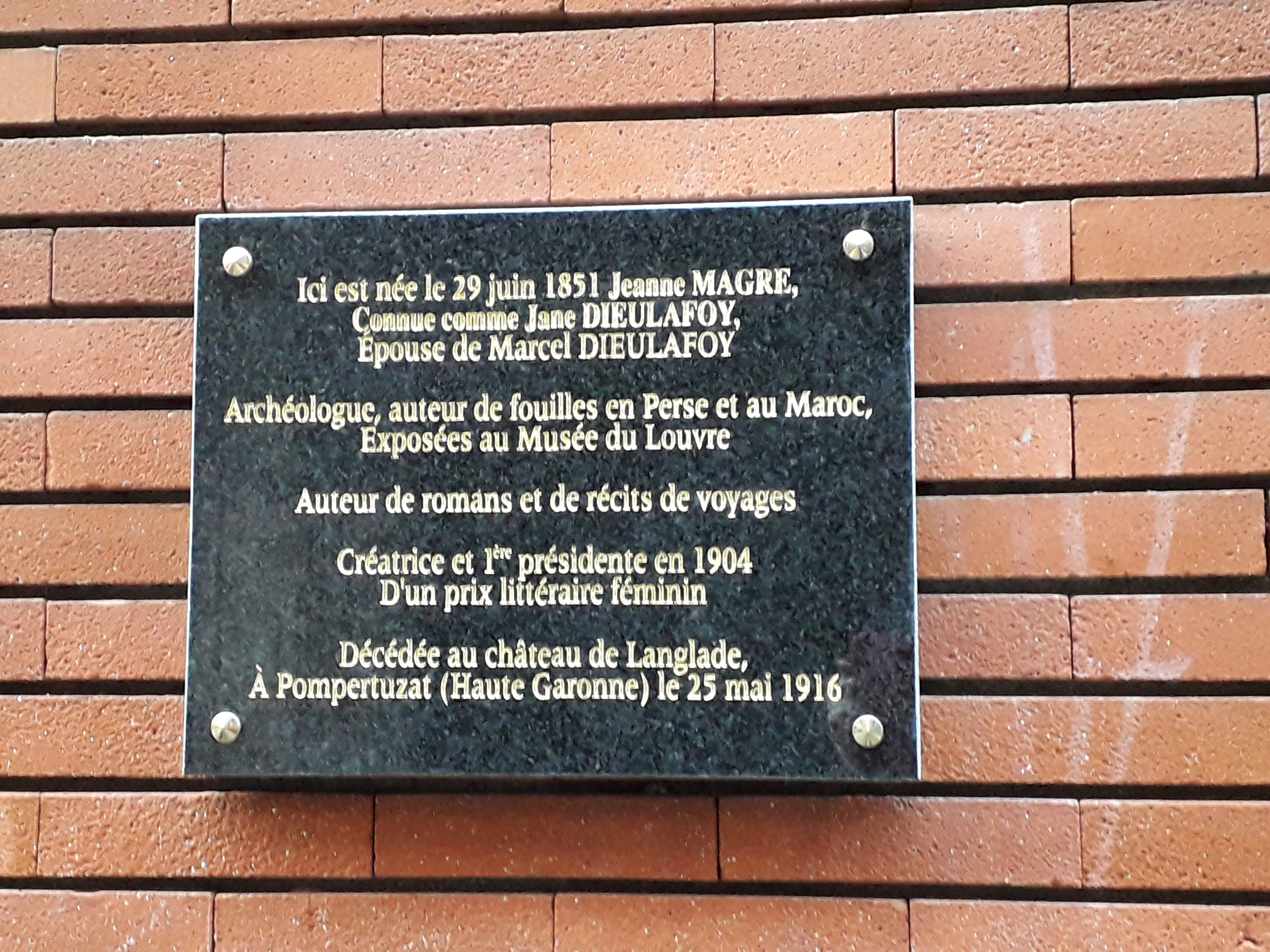
Plaque commémorative dans la rue natale de Jane Dieulafoy

## Son œuvre

### Œuvres archéologiques et sociologiques
- La Perse, la Chaldée, la Susiane, Paris, Hachette, 1887
- À Suse, journal des fouilles 1884-1886, Paris, Hachette, 1888 (lire en ligne)
- Conférence sur les fouilles de Suse, Rouen, Léon Gy, 1897
- Une amazone en Orient  : Du Caucase à Persépolis, 1881-1882, Paris, Phébus, 2010, 400 p. (ISBN 978-2-7529-0448-5, lire en ligne)
- L'Orient sous le voile. De Chiraz à Bagdad 1881-1882, Paris, Phébus, sd (réimpr. 1990, 2011), 356 p.
- À Suse  : journal des fouilles, 1884-1885, Paris, Hachette, 1888, 366 p. (lire en ligne)
- Aragon & Valence, Hachette et Cie, Paris, 1901.
- Le Portugal héroïque, conférence faite à la Sorbonne le 3 mai 1911.

### Œuvres littéraires
- Parysatis, Paris, Lemerre, 1890
- Volontaire 1792-1793, Paris, Colin, 1892 (lire en ligne)
- Rose d'Hatra et l'Oracle, Paris, Colin, 1893
- Frère Pélage, Paris, Lemerre, 1984
- Déchéance, Paris, Lemerre, 1897
- Aragon et Valence, Parysatis : drame lyrique en 3 actes et 1 prologue, Béziers, Théâtre des Arènes, 1902
- Castille et Andalousie, Paris, Hachette, 1908
- L'Œuvre littéraire de Madame Barratin, Paris, Lemerre, 1912
- Isabelle la Grande, Paris, Hachette, 1920
- Luis de León (trad. Jane Dieulafoy), L'Épouse parfaite, Paris, Bloud, 1906 - prix Langlois de l’Académie française en 1907.